# سکوت قلب
سکوت قلب (به انگلیسی: Silence of the Heart) فیلمی تلویزیونی محصول سال ۱۹۸۴ و به کارگردانی ریچارد مایکلز است. در این فیلم بازیگرانی همچون ماریت هارتلی، هاورد هسمن، دینا هیل، چاد لو، چارلی شین، سیلوانا گایاردو، الیزابت بریج، شریلین فن، ملیسا هایدن، کیسی شیماشکو، لسلی بگا، الکساندرا پاورز و جلیل ویت ایفای نقش کرده‌اند.